# Léger Brousseau
Pour les articles homonymes, voir Brousseau.
Léger Brousseau (1826-1890) était un éditeur et un imprimeur canadien.

## Biographie
Natif à Québec (ville), il devint imprimeur et travailla pour le Quebec Mercury avant de s'associer à son aîné Jean-Docile Brousseau, propriétaire du Courrier du Canada et imprimeur épiscopal. 
Avec Henri-Raymond Casgrain et Charles-Honoré Laverdière, il publia les récits historiques de Champlain et des jésuites du Canada. Son imprimerie de l'époque était parmi les plus fécondes du Bas-Canada. 
Le ministre Pierre Garneau, son beau-frère, contribue à sa réussite dans le milieu du journalisme politique. Stanislas Drapeau, Adolphe-Basile Routhier, Narcisse-Eutrope Dionne, Hector-Louis Langevin et Jean-Baptiste Meilleur sont fréquemment édités à ses soins.
Par ailleurs, Brousseau appuie la campagne de Langevin lors de la célèbre contestation électorale de 1876, qui vit Pierre-Alexis Tremblay être défait à la suite d'un recours judiciaire. En 1884, il cède le Courrier du Canada à Thomas Chapais pour travailler chez les grands éditeurs européens. 
Il publia de nombreux catéchismes, guides de pèlerinage, icônes saintes et livres diocésains au service de l'Église. Son travail réalisé pour la législature provinciale était tout aussi important. Il était membre de l'association des typographes, du Cercle catholique de Québec et des zouaves pontificaux.
Décédé à Québec le 8 février 1890 à l'âge de 63 ou 64 ans, le journal pour lequel il avait si longtemps œuvré fit faillite peu de temps après sa mort. Son talent d'homme d'affaires et son labeur incessant font néanmoins de lui l'une des principales figures du monde de l'édition de l'époque.

## Publications
- Annales de la bonne Sainte-Anne-de-Beaupré
- Annales parlementaires et politiques du Bas-Canada, depuis la Constitution jusqu’à l’Union
- Courrier du Canada
- Histoire de cinquante ans (1791–1841)
- Journal des jésuites
- Journal de l’Instruction publique
- Journal of Education for the Province of Quebec
- Mémorial de l’éducation du Bas-Canada